# Ритро
Ритро (пол. Rytro) — село в Польщі, у гміні Ритро Новосондецького повіту Малопольського воєводства.
Населення — 2264 особи (2011).

## Демографія
Демографічна структура станом на 31 березня 2011 року:
|          | Загалом | Допрацездатний вік | Працездатний вік | Постпрацездатний вік |
| -------- | ------- | ------------------ | ---------------- | -------------------- |
| Чоловіки | 1140    | 270                | 753              | 117                  |
| Жінки    | 1124    | 257                | 649              | 218                  |
| Разом    | 2264    | 527                | 1402             | 335                  |